# Støddæmper
En støddæmper er en maskinedel, oftest en form for fjeder, der sørger for affjedring og dæmpning af stød mellem aksler og kontaktflader i maskiner og køretøjer.
Støddæmpning af kørslen blev opfundet og brugt siden jernalderen-middelalderen i hestevogne og kærrer, hvor dæmpning gjorde kørslen lettere for passagererne og gods. Først brugtes ophæng af køretøjet med jernkæder på akslerne, hvorved hele køretøjet svang på jernkæderne. Siden middelalderen blev der opfundet forskellige former for elastiske fjedre og fjederlameller påsat akslerne. Affjedringen gjorde hestevogne såsom diligencer meget mere komfortable og beskyttede vogne mod hurtigt slid. Da biler blev opfundet i 19. århundrede, indgik fjedrende støddæmpere også som standardudstyr. Nu om dage anvendes også hydrauliske støddæmpere og gasstøddæmpere.